# California Palace of the Legion of Honor

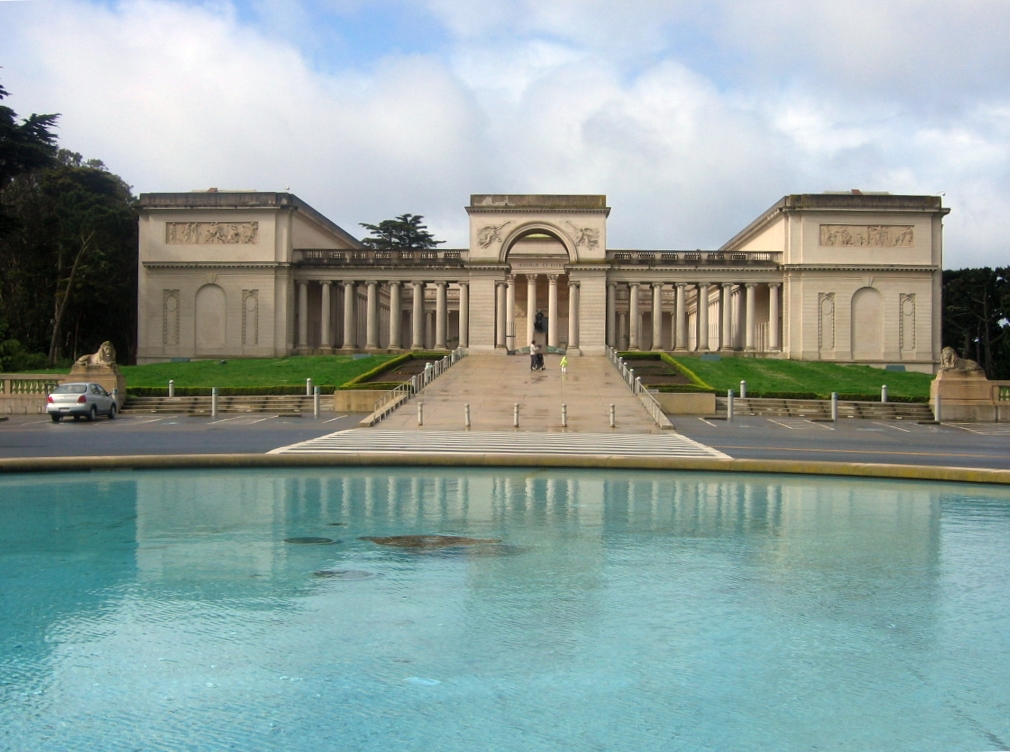
California Palace

Het California Palace of the Legion of Honor is een van de twee musea van de overkoepelende Fine Arts Museums of San Francisco. Het andere museum is het M.H. de Young Memorial Museum in het Golden Gate Park.
Het is een van de mooiste musea van San Francisco, gelegen in het Lincoln Park met het uitzicht op de Golden Gate Bridge.

## Het gebouw
Het gebouw is een replica van het Palais de la Legion d'Honneur (tot 1804 het Hôtel de Salm) in Parijs, waar Napoleon Bonaparte het Légion d'honneur (Legioen van Eer) huisvestte. Op Armistice Day in 1924 werd het gebouw door Mr. en Mrs. Adolph B. Spreckels aan de bewoners van San Francisco geschonken, om de Californiërs die omkwamen in de Eerste Wereldoorlog te eren.

## Collectie
Hoogtepunten zijn:

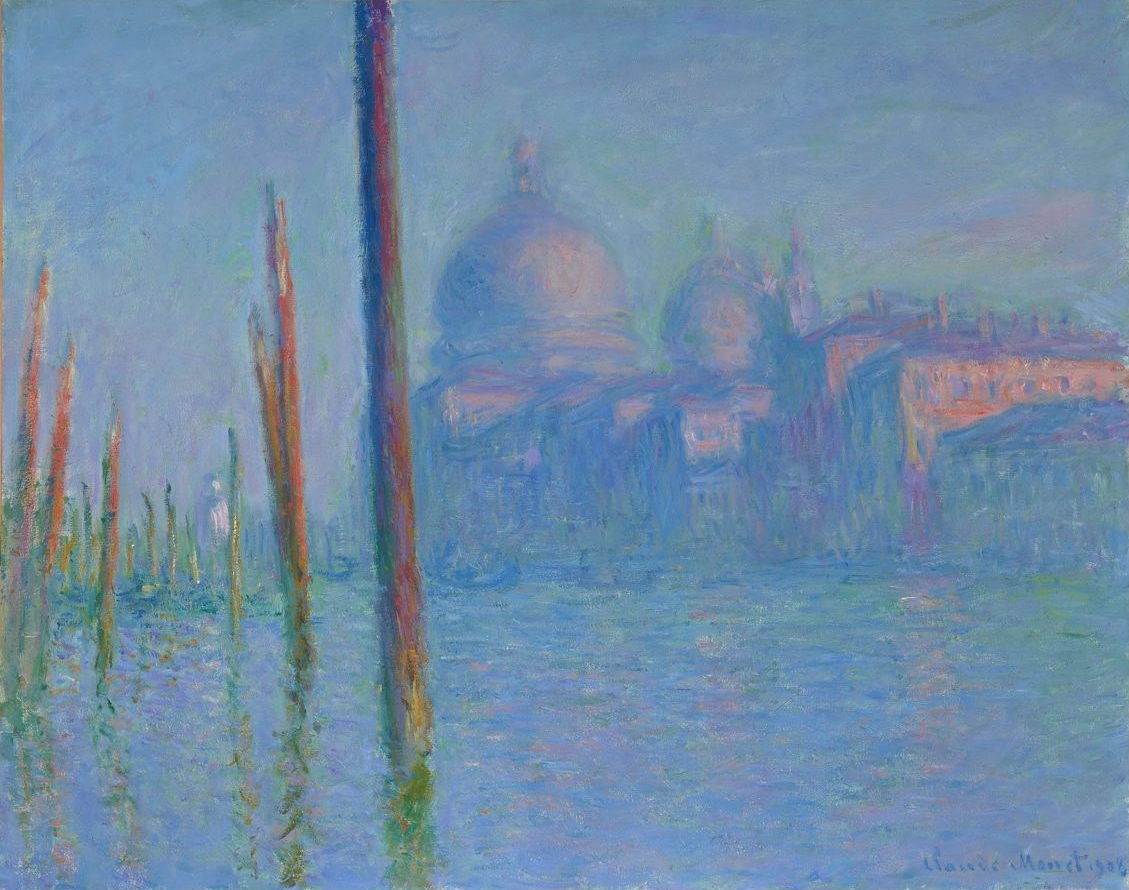
Claude Monet The Grand Canal, Venice, 1908

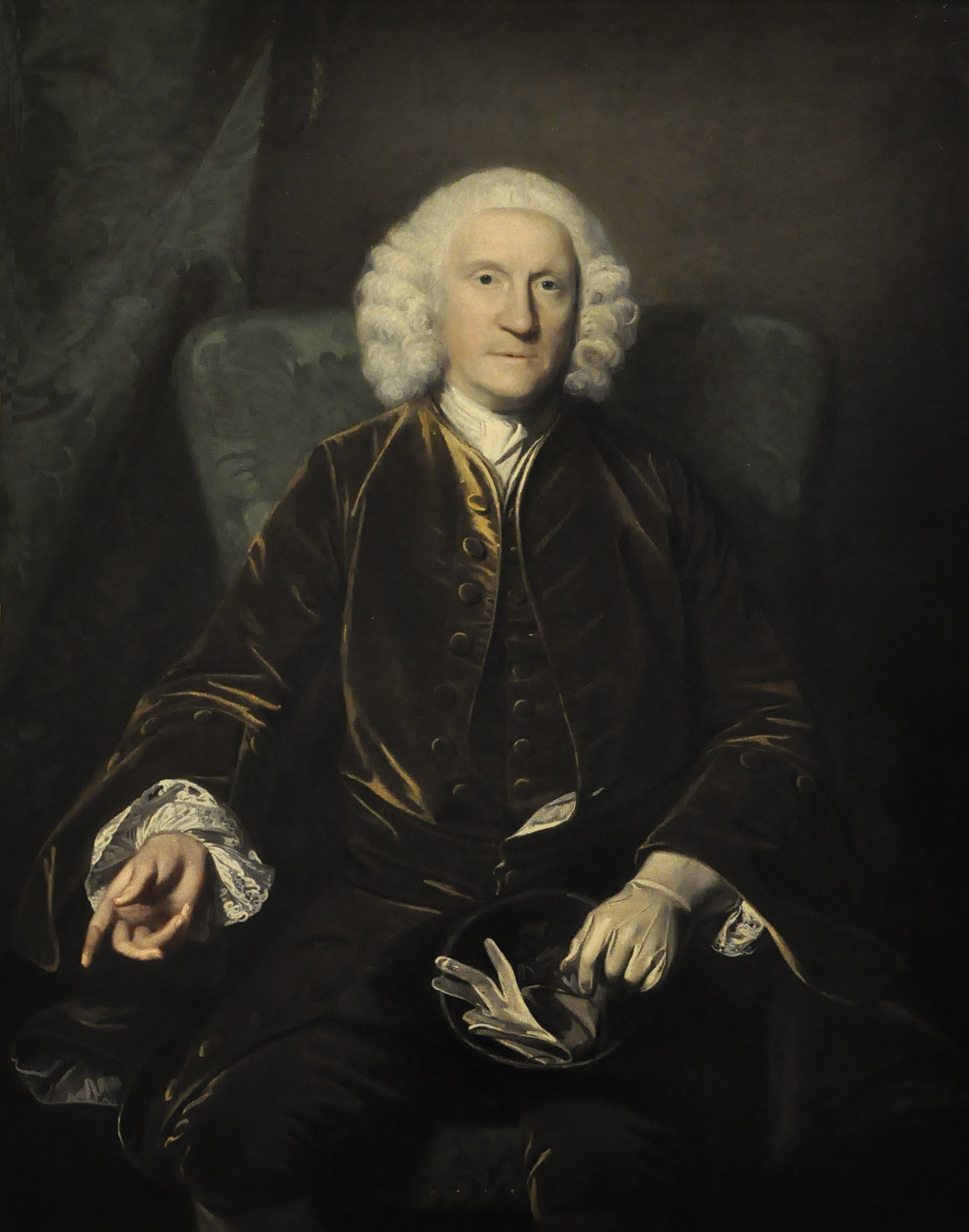
William Turner van Joshua Reynolds in het California Palace of the Legion of Honor

- St. Francis Venerating the Crucifix El Greco, 1595
- St. John the Baptist El Greco, 1600
- The Tribute Money Peter Paul Rubens, 1612
- L'Âge d'airain Auguste Rodin, 1875
- Trotting Horse Edgar Degas, 1881
- Le baiser Auguste Rodin, 1884
- The Grand Canal Claude Monet, 1908
- Waterlilies Claude Monet, 1914

Het museum bezit een representatieve collectie van voornamelijk Europese (vooral Franse) kunst.  In het museum zijn niet minder dan 80 beeldhouwwerken van Auguste Rodin in de collectie vertegenwoordigd, zoals Le Penseur. De collectie is gevarieerd (beelden, voorwerpen en schilderijen) van alle werelddelen vanaf de Middeleeuwen. Andere kunstenaars die in het museum zijn vertegenwoordigd: Charles Le Brun, Rembrandt van Rijn, Jacques-Louis David, Gainsborough Gustave Courbet, Pierre-Auguste Renoir, Édouard Manet, Camille Pissarro, Georges Seurat, Paul Cézanne, Paul Gauguin, Vincent van Gogh en moderne meesters als Georges Braque, Pablo Picasso, Salvador Dalí, Henri Matisse.